# Colonels du Kentucky
« Kentucky Colonels » redirige ici. Pour le groupe de bluegrass, voir Kentucky Colonels (groupe).
Les Colonels du Kentucky (en anglais : Kentucky Colonels) sont un club franchisé américain de basket-ball de la ville de Louisville (Kentucky) faisant partie de l'American Basketball Association et ayant disparu en même temps que la ligue (celle-ci fusionnant avec la NBA). Avec la renaissance de l'ABA (sous le nom de American Basketball Association 2000), une franchise du même nom avait été créée.

## Palmarès
- American Basketball Association : 1975

## Joueurs célèbres ou marquants
- Artis Gilmore
- Dan Issel
- Jim Bradley (en)